# Малишан
Малишан је дете старости од отприлике 12 до 36 месеци, иако се дефиниције разликују. Овај период је време великог когнитивног, емоционалног и социјалног развоја детета.

## Развојне прекретнице
Развој малишана може се поделити на бројне међусобно повезане области. Постоји разуман консензус о томе шта ове области могу укључивати:
- Физички: раст или повећање величине.
- Груба моторика: контрола великих мишића који омогућавају ходање, трчање, скакање и пењање.
- Фина моторика: способност контроле малих мишића; омогућавајући детету да се храни, црта и манипулише предметима.
- Визија: способност да се види близу и далеко и тумачи оно што се види.
- Слух и говор: способност да се чују и примају информације и слушају (тумаче), и способност да се разуме и научи језик и користи се за ефикасну комуникацију.[3]
- Друштвени: способност интеракције са светом кроз игру са другима, смењивање и игру фантазије.

Иако је корисно уцртати дефинисане периоде развоја, неопходно је такође препознати да развој постоји у континуитету, са значајним индивидуалним разликама међу децом. Постоји широк спектар онога што се може сматрати 'нормалним' развојем. Међутим, према мишљењу стручњака, постоје одређене прекретнице које треба постићи у одређеним годинама и фазама у животу како би правилно расле и развијале се. Медицински стручњаци такође истичу да се деца развијају у своје време и предлажу да старатељи не би требало превише да брину ако дете не успе да достигне све прекретнице за њихов узраст. Превремено рођење или болест у детињству такође могу успорити развој малог детета.
У наставку следи груба анализа врста вештина и атрибута за које се може очекивати да ће мала деца развити у различитим тачкама током периода мале деце. Овде су наведени цитати за дате информације.
| Крвни притисак | Систолни      | 80-110 |
| Крвни притисак | Дијастолни    | 50-80  |
| Откуцаји срца  | Откуцаји срца | 90-140 |
| Брзина дисања  | Брзина дисања | 20-40  |

## Оптимални услови за развој
Широко распрострањено уверење да је рано искуство одојчета кључно за његов даљи развој, подстакло је континуиране напоре да се утврде услови који су најбољи за даљи развој детета. Информације о овим условима служе као водичи за родитеље, који желе да ураде све што могу да осигурају срећан и здрав живот своје деце, и за особе које се баве социјалном политиком, које морају да дефинишу законе који се односе на децу.
Идеје о природи оптималног развоја зависе, наравно, од културних вредности, али у нашем друштву тражени услови су они који омогућавају да што више врата остане отворено за будућност детета.
Често се мисли да се развој најбоље подстиче када је мајка, или код год се брине о детету, осетљива и респонзивна на бебине сигнале и стања. Посебно упечатљиво виђење сензитивне мајке, дао је дански филозоф из деветнаестог века, Кјеркегор:
| „ | Брижна мајка учи своје дете да само хода. Довољно је далеко од њега тако да не може да га држи, али она пружа своје руке ка њему. Она имитира његове покрете и, ако се оно затетура, она се хитро савија ка њему као да ће га зграбити, тако да дете може мислити да заправо не хода само... А ипак, она чини још више. Њено лице изражава награду, охрабрење. Тако да дете хода само, са очима упртим у мајчино лице, а не на тешкоће пред њим. Оно се ослања на руке које га не држе и стално тежи ка уточишту у мајчином загрљају, не слутећи да у истом моменту у коме истиче своју потребу за њом, оно доказује да може без ње, јер хода само. | ” |

Кјеркегардова „брижна мајка“ има тако добар осећај за потребе свог детета, да ствара илузију физичке подршке када она не постоји. Ова илузија обезбеђује детету осећај особног постигнућа и самоувереност који подстичу максималан напор и храброст. Ове карактерне црте су високо цењене у културама Западне Европе и Северне Америке. Као последица тога, понашања у вези са подизењем деце која подстичу ове црте често се сматрају оптималним условима за развој. Кјеркегоров идеал мајке уграђен је у оно што су неки аутори назвали А мајкама. Деца ових мајки процењена су као способнија него њихови вршњаци у вртићу, на основу постигнућа на батерији тестова и посматрања. наведене су неке карактеристике које су истраживачи процењивали.) „А“ мајке уживају да буду са својим дететом и причају са њим на нивоу који дете може да разуме. Више пажње придају срећи и учењу свог детета него изгледу стана, који је организован тако да буде сигуран и интересантан за дете. Оне дозвољавају својој деци да предузимају минималне ризике, али им постављају и разумна ограничења. Могу дозволити једноипогодишњаку да савладава степенице држећи се за ограду, али не и да се пење на ивицу каде. Њихова брижна пажња према деци праћена је доминантним расположењем: оне су заузете и сретне пре него беспослене и депресивне. 
„А“ мајке не проводе цео дан бринући о детету. Заправо, проводе мање од 10 посто свог времена бринући око детета. Неке имају привремене послове, друге имају више деце. Међутим, када су код куће, скоро увек су доступне детету да одговоре на питања, започну нову активност или дају охрабрење. Истраживачи су утврдили да нису потребни ни много новца ни много образовања, да би се било А мајка, иако сиромаштво значајно отежава мајчин посао. Неке А мајке су биле на социјалној помоћи, а неке нису завршиле ни средњу школу. Овај опис успешног мајчинског понашања говори нам о окружењу за негу детета које подстиче оптимални развој у касном одојаштву, мереном на основу успешних раних прилагођавања на модерна, технолошки напредна друштва у којима су способност прикладног понашања и добра постигнућа у школи, основни захтеви. Али нам он не даје одговоре на многа важна питања са којима се суочавају родитељи и други старатељи: Која је „права“ врста респонзивности? Колико подршке је превише, а колико није довољно? Да ли ће иста врста респонзивности која припрема дете за успех у школи, истовремено га припремити и за фрустрације, неадекватно решено стамбено питање, дискриминацију или дуге периоде незапослености? 
Одговор на питање шта чини одговарајућу припрему за каснији живот зависи од историјских и културних услова у којима дете живи. На пример, јапанске мајке, као и мајке у Сједињеним Државама, теже да њихова деца постигну висок ниво академских постигнућа. Али, у јапанском друштву сарадња са другима се више вреднује него индивидуално постигнуће, и јапанске мајке наглашавају ову вредност при одгајању своје деце. 
По САД стандардима, јапанске мајке могу деловати превише респонзивно, подстичући тако значајну емоционалну зависност. Међутим, висок ниво респонзивности јапанских мајки не значи да оне праве неодговарајуће окружење за развој своје деце. Јапанско друштво се разликује од америчког. Због тога се разликују и општи обрасци зрелих особина које јапанске мајке теже да развију код своје деце, као и њихове стратегије за достизање ових образаца. Потпуно је другачија ситуација за људе који живе у сиромашним деловима градова на североистоку Бразила. Средина у којој се те бебе рађају је изузетно тешка за преживљавање: пијаћа вода је загађена, нема довољно хране, хигијенски услови су лоши, медицинска нега је минимална. Скоро 50 процената деце рођене у овим заједницама не доживи 5. годину. За оне који преживе, успех у каснијем животу ретко зависи од академских способности.
Могућности за школовање су мале; касније у животу, ова деца могу очекивати да ће радити као неквалификовани радници, што им не пружа шансу за економски напредак или бар комфоран живот. Као одговор на ове околности, мајке у овим крајевима су развиле уверења и понашања у вези са одгајањем деце која делују грубо и недовољно брижно, по стандардима породица средње класе у САД или Јапану. Оне имају фаталистичка веровања у вези са добробити њихове деце. Деца која касне у развоју или имају пасиван, миран темперамент могу бити занемарена или једноставно остављена да умру ако су болесна, без покушаја да им се пружи посебна нега. Фаворизована су она деца која су опрезна, активна и захтевна. Очекује се да деца која преживе до 5. или 6. године, почну да доприносе породичном животу.
Дечаци су пуштени да лутају улицама у потрази за храном, чак и да краду. Од девојчица се тражи да беру шећерну репу или раде у кући. Али, као што извештаји из истраживања са овим породицама показују, ове мајке су једноставно практичне; оне припремају своју децу да преживе у средини где слабост, скоро сигурно, води у смрт.

## Емоције и слика о себи
Постоји неколико других важних прекретница које се постижу у овом временском периоду које родитељи обично не истичу толико колико ходање и разговор. Стицање способности да покажете на оно што дете жели да видите показује огроман психолошки напредак код малог детета. Ово се обично дешава пре првог рођендана детета.
Ово доба се понекад назива „ужасном двојком“, због изненадности по којој су познати. Ова фаза може почети већ са девет месеци у зависности од детета и околине. Малишани имају тенденцију да имају бес јер имају тако јаке емоције, али не знају како да се изразе на начин на који то чине старија деца и одрасли. Непосредни узроци могу укључивати физичке факторе као што су глад, нелагодност и умор или жеља детета да стекне већу независност и контролу околине око себе. Малишан открива да је одвојено биће од свог родитеља и тестира своје границе у учењу начина на који свет око њих функционише. Иако је дете у фази истраживања, такође је важно разумети да методе које користе родитељи за комуникацију са малим дететом могу или да изазову бес или да смире ситуацију. Истраживања су показала да родитељи са историјом малтретирања, изложености насиљу и сродном психопатологијом могу имати посебне потешкоће да сензибилно и развојно прикладан начин реагују на нападе беса својих малишана и стога могу имати користи од консултација о менталном здрављу родитеља и деце.

## Језик
Разговор је следећа прекретница које су родитељи обично свесни. Прва реч малог детета се често јавља око 12 месеци, али ово је само просек. Дете ће тада наставити да постепено допуњује свој вокабулар све до старости од 18 месеци када се језик убрзано повећава. Он или она могу научити чак 7-9 нових речи дневно. Отприлике у то време, малишани углавном знају око 50 речи. Са 21 месец деца почињу да уносе две фразе у свој речник, као што су „идем“, „мама дај“ и „игра се беба“. разговор у коме вежбају конверзацијске вештине. У овом узрасту деца постају веома вешта у преношењу својих жеља и потреба родитељима на вербални начин.
Ако то желим, моје је.
Ако ти га дам и касније се предомислим, моје је.
Ако могу да ти га одузмем, моје је.
Да сам је имао малопре, мој је.
Ако је мој, никада неће припадати ником другом, без обзира на све.
Ако нешто градимо заједно, сви делови су моји.
Ако личи на моје, моје је.
Песма о друштвеном животу мале деце коју је написао Бартон Л. Вајт у својој књизи Подизање срећног, неразмаженог детета.